# Dicropaltum mesae
Dicropaltum mesae är en tvåvingeart som först beskrevs av Tucker 1907.  Dicropaltum mesae ingår i släktet Dicropaltum och familjen rovflugor. Inga underarter finns listade i Catalogue of Life.